# Sigurd Pettersen
Pour les articles homonymes, voir Pettersen.
Sigurd Ørjan Pettersen, né le 28 février 1980 à Kongsberg, est un sauteur à ski norvégien. Son plus grand succès est sa victoire lors de la Tournée des quatre tremplins en 2003-2004.

## Biographie
Il fait ses débuts dans la Coupe du monde en janvier 2002 à Hakuba, où il marque ses premiers points directement avec une 25e place. En décembre 2002, il monte sur son premier podium à Trondheim (2e), avant de s'imposer sur le deuxième concours le lendemain. Gagnant d'une deuxième manche à Sapporo, il finit sa première saison complète en Coupe du monde au dixième rang du classement général. Aux Championnats du monde 2003 à Val di Fiemme, il gagne la médaille de bronze au concours par équipes sur grand tremplin en compagnie de Tommy Ingebrigtsen, Lars Bystøl et Bjørn Einar Romøren.
Il atteint le sommet de sa carrière dès l'hiver suivant, s'imposant d'abord à Ruka, puis à Oberstdorf, Garmisch-Partenkirchen et Bischofshofen, trois concours de la Tournée des quatre tremplins, dont il décroche la victoire finale, devant Martin Höllwarth. Ses autres succès de la saison ont lieu par équipes à Willingen et Lahti en Coupe du monde et à Planica aux Championnats du monde de vol à ski.
Il est en perte de vitesse lors des saisons suivantes, mais remporte tout de même sa deuxième médaille de bronze par équipes aux Championnats du monde en 2005, où il établit son meilleur résultat individuel dans des tournois majeurs avec une dixième place. Il prend part aussi à une édition des Jeux olympiques, en 2006, à Turin, où il est 24e au grand tremplin
En mars 2005, il monte sur son dixième podium individuel en Coupe du monde à Lillehammer, deuxième derrière Matti Hautamäki et en janvier 2008, il signe son onzième et ultime podium individuel avec une deuxième place derrière Tom Hilde, à l'épreuve de Predazzo disputée sur une seule manche.
Il prend sa retraite sportive en 2009.

## Palmarès

### Jeux olympiques
| Épreuve / Édition | Turin 2006 |
| Grand tremplin    | 24e        |

### Championnats du monde
| Épreuve / Édition | Épreuve / Édition | Val di Fiemme 2003 | Oberstdorf 2005 | Sapporo 2007 |
| Petit tremplin    | Petit tremplin    |                    | 14e             |              |
| Grand tremplin    | Grand tremplin    | 18e                | 10e             | 27e          |
| Par équipes       | PT                |                    | 12e             |              |
| Par équipes       | GT                | Bronze             | Bronze          |              |

GT = grand tremplin, PT = petit tremplin

### Championnats du monde de vol à ski
| Épreuve / Édition | Planica 2004 | Kulm 2006 |
| Individuel        | 9e           | 31e       |
| Par équipes       | Or           |           |

### Coupe du monde
- Meilleur classement général : 4e en 2004.
- Vainqueur de la Tournée des quatre tremplins 2003-2004.
- 11 podiums individuels : 6 victoires, 4 deuxièmes places et 1 troisième place.
- 3 podiums par équipes : 2 victoires et 1 troisième place.

#### Victoires individuelles
| Année | Lieu |
| 2003  | Trondheim (Norvège), Sapporo (Japon)                                                                     |
| 2004  | Kuusamo (Finlande), Oberstdorf (Allemagne), Garmisch-Partenkirchen (Allemagne), Bischofshofen (Autriche) |

#### Classements en Coupe du monde
| Année     | Classement général final |
| 2001-2002 | 74e                      |
| 2002-2003 | 10e                      |
| 2003-2004 | 4e                       |
| 2004-2005 | 20e                      |
| 2005-2006 | 35e                      |
| 2006-2007 | 24e                      |
| 2007-2008 | 33e                      |
| 2008-2009 | 46e                      |

### Grand Prix
- 1 victoire individuelle.

### Coupe continentale
- 4 victoires.